# Жихлава
Жихлава (словен. Žihlava) је насељено место у општини Свети Јуриј об Шчавници, Помурска регија, Словенија.

## Историја
До територијалне реорганизације у Словенији била је у саставу старе општине Горња Радгона.

## Становништво
У попису становништва из 2011. године, Жиглава је имала 77 становника.
| Број становника према пописима | Број становника према пописима | Број становника према пописима |
| ------------------------------ | ------------------------------ | ------------------------------ |
| 1991                           | 2002                           | 2011                           |
| 84                             | 78                             | 77                             |